# Tegenaria zagatalensis
Tegenaria zagatalensis is een spinnensoort in de taxonomische indeling van de trechterspinnen (Agelenidae).
Het dier behoort tot het geslacht Tegenaria. De wetenschappelijke naam van de soort werd voor het eerst geldig gepubliceerd in 2005 door Guseinov, Yuri M. Marusik & Koponen.